# 芦谷耕平
芦谷 耕平（あしや こうへい、1980年2月28日 - ）は、日本の男性アニメーター、キャラクターデザイナー、教員。北海道出身。

## 来歴
デビュー作はTVアニメ『ジョジョの奇妙な冒険』の原画。その後、同作担当次話で作画監督として昇格したあと、david production元請作品やランチ・BOXの担当作品に多く関わる。ジョジョの奇妙な冒険シリーズにて総作監補、作監で清水貴子、小美野雅彦、西位輝実のデザインを支え続けた。
一方、アニメーションに関係する学校等での役職は、TVアニメーションに本格的に携わる以前の2004年から、母校である日本大学藝術学部副手として「映像」「アニメーション」の講座の助手に従事。なお、藝術学部在学中は同大学でアニメーションの講座を担当していた月岡貞夫に師事していた。
以後、2007年より宝塚造形芸術大学東京メディア・コンテンツ学部助教、2008年に同学部専任講師、2019年に宝塚大学東京メディア芸術学部准教授に就任。その後2024年に宝塚大学専任の任を退き、同年4月、母校の日本大学藝術学部に再び戻り、映画学科准教授に就任している。

## 主な参加作品

### テレビアニメ
2012年
- ジョジョの奇妙な冒険（2012年 - 2013年、作画監督、原画）

2013年
- 超次元ゲイム ネプテューヌ（原画）
- 義風堂々!! 兼続と慶次（原画）

2014年
- ジョジョの奇妙な冒険 スターダストクルセイダース（総作画監督補佐、キャラクターデザイン協力、作画監督、アイキャッチ原画）
- 寄生獣 セイの格率（作画監督、原画）

2015年
- NARUTO -ナルト- 疾風伝 （2007年 - 2017年）　原画　
- To LOVEる -とらぶる- ダークネス 2nd（作画監督）
- 対魔導学園35試験小隊（作画監督）
- ワンパンマン（原画）

2016年
- ジョジョの奇妙な冒険 ダイヤモンドは砕けない（作画監督、アイキャッチ原画）
- モブサイコ100（作画監督）

2017年
- 牙狼〈GARO〉 -VANISHING LINE-（作画監督、作画監督補佐）

2018年
- 妖怪ウォッチ（原画）
- 斉木楠雄のΨ難 セカンドシーズン（作画監督）
- 続 刀剣乱舞-花丸-（作画監督）
- ルパン三世 PART5（原画）
- キャプテン翼（テレビ東京版）（原画）
- ジョジョの奇妙な冒険 黄金の風 （作画監督、作画監督補佐、原画）
- ゴールデンカムイ セカンドシーズン（作画監督）

2019年
- Dr.STONE（作画監督）
- シックスハートプリンセス（作画監督、サブキャラクターデザイン）

2020年
- ジビエート（総作画監督）

2021年
- ダイヤのA actⅡ（作画監督）
- BNA ビー・エヌ・エー（原画）
- SHAMAN KING（作画監督）
- ONE PIECE（1999〜）原画
- 出会って5秒でバトル（総作画監督）
- SCARLET NEXUS（作画監督）

2022年
- 阿波連さんははかれない（作画監督）

2023年
- MFゴースト（作画監督）

2024年
- 最凶の支援職【話術士】である俺は世界最強クランを従える（作画監督、総作画監督補佐）

### OVA・OAD
- 岸辺露伴は動かない 富豪村（2017年）原画
- 岸辺露伴は動かない 六壁坂（2019年）原画

### 劇場アニメ
2015年
- 攻殻機動隊 新劇場版（原画）

2018年
- デジモンアドベンチャー tri.第6章「ぼくらの未来」（原画）
- 劇場版はいからさんが通る 後編〜花の東京大ロマン〜 （作画監督）

2022年
- ONE PIECE FILM RED（作画監督）
- THE FIRST SLAM DUNK（作画監督）

2023年
- 映画 プリキュアオールスターズF（作画監督）

### Webアニメ
- HERO MASK（2018年）作画監督・原画
- DEVILMAN crybaby（2019年）原画

### ミュージック・ビデオ
- 水槽 『MONOCHROME』（2024年）キャラクターデザイン・アニメーション[4]

### 短編
- 003SLEEP（2004年）監督・撮影・編集
- at the White Hole（2006年）監督・撮影・編集
- to the Iapetus Ocean（2006年）監督・撮影・編集
- on the Glistening Snowfield（2007年）監督・作画・アニメーション
- ユキとカンナの冒険 Vol.1〜into the Kingdom of Mousehol（2008年）監督・作画・アニメーション
- over the Cloud Park（2009年）監督・撮影・編集
- among the Golden Mists（2012年）監督・撮影・編集
- Bizarre Carousel（2013年）監督・撮影・編集
- アシノミクス（2014年）監督・撮影・編集
- a Painter（2015年）監督・撮影・編集
- samskara（～『未今』より～） （2016年）アニメーション監督・作画監督・編集
- 人生の終わり〜 FOR GRANDFATHER〜（2018年）監督・撮影・編集
- VENTO AUREO（2019年）監督・撮影・編集
- “Animazon 2019” −ブラジル・ベレン、アマゾンのジャングルと日本アニメ・マンガの熱狂（2020年）監督・撮影・編集
- Tokyo LockDown（2021年）監督・撮影・編集
- 『Tokyo LockDown』Ver.2.00 （2022年）監督・撮影・編集
- AshImation 2023〜俺たちはどう生きるか〜（2023年）監督・撮影・編集・アニメーション
- ASpiDashcaMan : Homecoming（2024年）監督・撮影・編集